# Shirley Hampton
Shirley Hampton po mężu Pirie (ur. 5 września 1935) – brytyjska lekkoatletka, sprinterka, medalistka mistrzostw Europy z 1954.
Wystąpiła w reprezentacji Anglii na Igrzyskach Imperium Brytyjskiego i Wspólnoty Brytyjskiej w 1954 w Vancouver. Angielska sztafeta 4 × 110 jardów w składzie: Anne Pashley, Heather Young, Shirley Burgess i Hampton zdobyła na nich srebrny medal. Hampton zdobyła również brązowy medal w biegu na 220 jardów i odpadła w eliminacjach biegu na 100 jardów.
Na mistrzostwach Europy w 1954 w Bernie Hampton zdobyła brązowy medal w biegu na 200 metrów. Była także członkinią brytyjskiej sztafety 4 × 100 metrów, która w zestawieniu: Young, Jean Desforges, Hampton i Pashely zajęła 4. miejsce.
Wystąpiła na mistrzostwach Europy w 1958 w Sztokholmie w biegu na 400 metrów, w którym zajęła 4. miejsce w finale.
Był mistrzynią Wielkiej Brytanii (AAA) w biegu na 440 jardów w 1958.
9 września 1956 wyszła za mąż za Gordona Pirie, lekkoatletę, który dwa miesiące później został srebrnym medalistą igrzysk olimpijskich w Melbourne.